# Второй Магаданский…
«Второ́й Магада́нский…» — первый сольный альбом лидера группы «Ленинград» Сергея Шнурова. Был записан в студии «НЕВА» в 2002 году и издан в 2003 году компанией Мистерия звука в рамках серии «НЕлегенды русского шансона», более того, предварял собой появление этой серии.
Такое впечатление, что серия создана главным образом „под Шнура“. Увы, толку от этой акции - явно меньше, чем горбуну собора какой-то там матери от могилы.Дмитрий Бебенин (Звуки.ру)
В 2002 году в СМИ ходили слухи о том, что группа «Ленинград» прекратила своё существование, а альбом «Второй Магаданский…», в котором участвуют некоторые музыканты «Ленинграда», только укоренил эти слухи. Кроме того, сыграл ещё и тот факт, что последний на тот момент альбом «Ленинграда» носил название «Точка».
В своей работе Шнур заметно отошёл от привычного для «Ленинграда» ска-панка и ударился в жанр блатной песни, что в первую очередь заметно в таких композициях, как «Красный „Москвич“» и «Отмычка», в которых, по мнению Бебенина, присутствует хоть какая-то осмысленность, в отличие от остальных песен альбома. Стилистика альбома продолжает линию, начатую «ленинградцами» в альбоме 2001 года «Маде ин жопа». Сам альбом представляет собой запись мнимого концерта на Колыме, хотя запись производилась в студийных условиях. Была даже идея назвать альбом «Вторым магаданским концертом», но от последнего слова решили отказаться, оставив в конце названия многоточие. Песни альбома содержат разного рода выкрики в духе Шнурова наподобие «Все, пишем, ребзя! Пишем. Сразу! Начали. Поехали!», которые, наряду с текстами альбома напечатаны в буклете и выделены курсивом. При этом отдельно дано пояснение, что реплики, выделенные курсивом, являются частью пластинки, но не стихов.
Альбом «Точка» был выпущен компанией Gala Records, а «Второй Магаданский…» вышел под лейблом Мистерия звука. Сергей Шнуров так прокомментировал этот факт: «Gala собрала всё говённое, что осталось от предыдущих альбомов, и почему-то назвала получившееся новым диском».

## Список композиций
Слова и музыка всех песен — написаны Сергеем Шнуровым.
| №                   | Название                              | Длительность |
| ------------------- | ------------------------------------- | ------------ |
| 1.                  | «Главное, ребята, сердцем не стареть» | 2:25         |
| 2.                  | «Красный „Москвич“»                   | 4:14         |
| 3.                  | «Жопа»                                | 4:14         |
| 4.                  | «Как жить»                            | 3:09         |
| 5.                  | «Мама, наливай!»                      | 2:22         |
| 6.                  | «Ножик»                               | 2:08         |
| 7.                  | «Отмычка»                             | 3:02         |
| 8.                  | «Super good (Супер гуд)»              | 2:04         |
| 9.                  | «Туфельки»                            | 4:38         |
| 10.                 | «Яблочко»                             | 2:39         |
| 11.                 | «Копейка»                             | 2:40         |
| Общая длительность: | Общая длительность:                   | 33:39        |

## Музыканты
- Сергей Шнуров — гитара, вокал
- Денис Купцов — барабаны
- Дмитрий Мельников — барабаны
- Максим Темнов — контрабас
- Григорий Зонтов — саксофон
- Андрей Антоненко — аккордеон
- Константин Лимонов — гитара

Технический персонал
- Денис Можин — звукорежиссёр

## Критика
Признавая умение компании Шнурова владеть инструментами, позволю себе предположить, что после «Пиратов» Сергей так и не смог найти музыкальную нишу себе по душе. Ещё хуже то, что идея ЛЕНИНГРАДА уже настолько откровенно протухла, что даже пришедшая всенародная популярность начинает работать против самого основателя этой группы.Старый Пионэр (Наш НеФормат)
Используя минимум языковых средств, Шнур остаётся максимально выразительным и харизматичным. В составе «Ленинграда» Шнур — герой брутального рок-н-рола. Как шансонье он раскрывается на своих сольных пластинках «Маде Ин Жопа» и «Второй Магаданский». Всё это — откровенное издевательство над шансоном с одноимённой радиостанции.Ян Левченко (Еженедельный журнал)
По мнению Юрия Яроцкого (газета «Коммерсантъ»), у Сергея Шнурова получилась «исключительно глупая пародия на этот самый ещё более популярный шансон».
Лариса Хомайко, обозреватель газеты «Свободный курс» посчитала альбом вторичным, а пение Шнурова — попытками «спародировать Сукачёва в момент исполнения последним песен Высоцкого».

## Интересные факты
- Песню «Жопа» на концертах исполняет Александр «Пузо» Попов.
- Песни «Мама, наливай» и «Жопа» вошли в саундтрек к фильму «Бумер». Также «Мама, наливай» звучит в телесериале «Агентство НЛС».
- Песня «Ножик» также звучит в телесериале «Агентство НЛС».